# Sắt(III) fluoride
Sắt(III) fluoride, còn được gọi là ferric fluoride, là các hợp chất vô cơ có công thức FeF3(H2O)x trong đó x = 0 hoặc 3. Chúng chủ yếu được các nhà nghiên cứu quan tâm, không giống như sắt(III) chloride có liên quan. Sắt(III) fluoride khan có màu trắng, còn các dạng ngậm nước có màu hồng nhạt.

## Tính chất vật lý và hóa học
Sắt(III) fluoride là một chất rắn bền với nhiệt, phản từ bao gồm các trung tâm Fe(III) có độ xoáy cao, phù hợp với màu nhạt của tất cả các dạng của chất này. Cả sắt(III) fluoride khan cũng như hydrat của nó đều hút ẩm.

## Cấu trúc
Dạng khan có một cấu trúc đơn giản với các trung tâm bát diện Fe(III)F6 được liên kết với nhau bằng các liên kết Fe–F–Fe tuyến tính. Trong tinh thể học, các tinh thể được phân loại là hình thoi với một nhóm không gian R-3c. Mô-típ cấu trúc tương tự có ReO3. Mặc dù chất rắn không bay hơi, nó bay hơi ở nhiệt độ cao, khí ở 987 ℃ bao gồm FeF3, một phân tử phẳng đối xứng D3h với ba liên kết Fe–F bằng nhau, chiều dài 176,3 pm. Ở nhiệt độ rất cao, nó bị phân hủy tạo ra FeF2 và F2.
Hai dạng tinh thể, tinh thể hoặc nhiều hơn về mặt kỹ thuật, dạng đa hình của FeF3·3H2O được biết đến, dạng α và β. Chúng được điều chế bằng cách làm bay hơi dung dịch HF chứa Fe3+ ở nhiệt độ phòng (dạng α) và trên 50 ℃ (dạng β). Nhóm không gian có dạng is là P4/m và dạng α duy trì nhóm không gian P4/m với cấu trúc con J6. Dạng α rắn không ổn định và chuyển thành dạng β trong vòng vài ngày. Hai dạng được phân biệt bởi sự khác biệt của chúng trong việc tách chúng từ phổ Mössbauer của chúng.

## Điều chế, trạng thái, phản ứng
Sắt(III) fluoride khan được điều chế bằng cách xử lý hầu như mọi hợp chất sắt khan bằng fluor. Thực tế hơn và giống như hầu hết các fluoride kim loại, nó được điều chế bằng cách xử lý chloride tương ứng bằng hydro fluoride:
FeCl3 + 3HF → FeF3 + 3HCl
Nó cũng hình thành như một sự thụ động khi tiếp xúc giữa sắt (và thép) với hydro fluoride. Các hydrat được kết tinh từ dung dịch acid hydrofluoric.
Với xenon hexafluoride, nó tạo thành phức [FeF4][XeF5].

## Ứng dụng
Việc sử dụng thương mại chính của sắt(III) fluoride là sản xuất gốm sứ.
Một số phản ứng ghép chéo được xúc tác bởi các hợp chất gốc fluoride sắt. Cụ thể, sự ghép của các hợp chất biaryl được xúc tác bởi các phức sắt(II) fluoride hydrat của các phối tử carbene N-dị vòng. Các fluoride kim loại khác cũng xúc tác và cho các phản ứng tương tự. Sắt(III) fluoride cũng đã được chứng minh là chất xúc tác cho việc bổ sung hóa chất của xyanua vào aldehyde để tạo ra các cyanohydrin.

## An toàn
Các chất khan là một chất khử nước mạnh mẽ. Sự hình thành của sắt(III) fluoride có thể là nguyên nhân gây ra vụ nổ xi lanh khí hydro fluoride.

## Hợp chất khác
FeF3 tạo được một số hợp chất với NH3:
- FeF3·NH3 – chất rắn lục nhạt;
- FeF3·3NH3 – chất rắn màu trắng đến không màu, d = 2 g/cm³.[14]